# Бердекин (река)
Бе́рдекин (англ. Burdekin River) — река в австралийском штате Квинсленд.

## География
Исток реки Бердекин находится на западном склоне горного хребта Сивью, недалеко от города Ингем. Устье же расположено в бухте Апстарт Кораллового моря, которое, в свою очередь, является частью Тихого океана. Длина реки — 732 км.
Река Бердекин, как и Муррей, играет важную роль в экономике Австралии и имеет четвёртый по площади бассейн на континенте. Кроме того, Бердекин является четвёртой рекой Австралии по объёму расхода воды, хотя эта цифра является настолько неустойчивой, что в некоторых случаях объём расходы воды может достичь средних показателей реки Янцзы, как это было в 1958 году, а в других — водный поток и вовсе может отсутствовать в течение семи месяцев, как это произошло в 1923 году. Основная причина таких колебаний объёма расхода воды — неустойчивость количества осадков на протяжении всего бассейна реки. Среднегодовое количество осадков в большинстве мест бассейна Бердекина может варьироваться от 200 мм до около 1600 мм в зависимости от муссонов и количества циклонов, пересекающих восточное побережье Австралии. На побережье колебание осадков ещё более значительное: так, у города Боуэн, расположенном недалеко от устья реки, среднегодовое количество осадков может колебаться от 216 мм (1915 год) до 2200 мм (1950 год).
Среди основных притоков Бердекина выделяются реки Кларк, Саттор, Боуэн, Бельяндо и Кейп. Истоки реки Бельяндо, протекающей по плодородным лугам Центрального Квинследа, расположены в центральной части Западного Квинсленда почти в 500 км от устья реки Бердекин. Бердекин, в свою очередь, протекает в верховьях через влажные тропики.
На реке расположена крупнейшая дамба Квинсленда, построенная к западу от городов Эр и Хоум-Хилл в 1987 году. В районе дельты Бердекина вблизи Эра широко используются грунтовые воды реки для орошения местных полей сахарного тростника, тем не менее основной экономической деятельностью в бассейне реки является животноводство. Основные населённые пункты на реке — Чартерс-Тауэрс, Эр, Хоум-Хилл, Коллинсвилл.

## История
Река была впервые открыта европейцами в 1845 году в ходе экспедиции, возглавляемой Людвигом Лейхгардтом, и названа в честь Томаса Бердекина, который профинансировал экспедицию.
В 1859 году бассейн реки исследовала экспедиция Георга-Эльфинстона Дальримпля.